# استفن سالواتوره
استفن "استف"سالواتور (به انگلیسی: Stefan "Stef"Salvatore) یک شخصیت در خاطرات خون‌آشام است. وی در سال ۱۸۴۶ در میستیک فالز ویرجینیا متولد شده‌ است و در سن ۱۷ سالگی توسط کاترین پیرس، در سال ۱۸۶۴ به یک خون‌آشام تبدیل می‌شود. وی برادر کوچکتر دیمن سالواتوره است و پسر لیلی سالواتوره است.استفن همچنین در یک قسمت از سریال اصیل‌ها حضور دارد.

## گذشته
در ابتدا، استفن برای " گذشته تاریک" خود را به عنوان " قاتل یا درنده " شناخته شده بود او در قرن بیستم با کشتار مردم و با خون آنان تغذیه می‌کرد. او با آشنا شدن با خون‌آشامی به نام «لکسی» راه انسانیت خود را باز میابد، لکسی به وی یاد می‌دهد که چگونه از خون حیوانات به جای خون انسان استفاده کند و اشتیاق به خوردن خون انسان را کنترل کند. استفن سالواتوره در شهر کوچک میستیک فالز عاشق دختری بنام  الینا گیلبرت می‌شود که وی از نظر قیافه شبیه کاترین پیرس است؛ که در سال ۱۸۶۴ عاشق او بوده‌است.

## خانواده
- برادر: استفن برادری با شخصیتی کاملاً متفاوت به نام دیمن سالواتوره دارد. اختلاف اولیه او با برادرش دیمن بر سر عشق مشترک آن‌ها به کاترین پیرس، خون‌آشامی که هر دوی آن‌ها را تبدیل کرده و وعده یک عمر بدبختی به دیمن است.

با وجود اختلافات بین استفن و دیمن، او تابحال بارها برای نجات جان برادرش دست به هر کاری زده و هرگز عقب‌نشینی نکرده‌است. استفن پس از مسموم شدن دیمن با گاز گرگینه، برای نجات او و با اجبار کلاوس دوباره بخش «درنده خویی» وجودش بیدار و تبدیل به دست راست کلاوس می‌شود. همچنین هنگام حملهٔ راینا کروز استفن به جای دیمن زخمی می‌شود.
- پدر: استفن و دیمن یک پدر متعصب و بدخو به نام گوسپ سالواتوره داشتند که استفن پس از تبدیل شدن به خون‌آشام او را می‌کشد.
- مادر: مادر آن‌ها لیلیان (لیلی) سالواتوره در هنگام ۹ سالگی استفن بر اثر بیماری سل مرده بود، تا زمانی که در فصل ۶ مشخص شد که در واقع تبدیل به خون‌آشام شده و در دنیای دیگری زندانی شده‌است. استفن علاقه زیادی به مادرش دارد.
- زک سالواتوره: زک عموزادهٔ استفن و دیمن و نگهبان ملک سالواتوره‌ها بود. استفن همیشه با او مهربان بوده درحالی دیمن که او و نامزد حاملهٔ او را کشته‌است.
- سارا سالواتوره: سارا دختر زک سالواتوره است که توسط استفن نجات داده شده و توسط خانواده‌ای دیگر بزرگ می‌شود. او در رشتهٔ هنر تحصیل می‌کند و به عکاسی علاقه دارد.

## درباره
- استفن تعدادی از انسان ها را به خون آشام تبدیل کرده‌است. به عنوان مثال در جریان سایلس برای تکمیل نشان شکارچی جرمی گیلبرت یک خلافکار را تبدیل به خون آشام میکند. یا در جریان سومین جشن بانوی میستیک فالز یکی از نامزد ها را به خون آشام تبدیل میکند.
- استفن در فصل شش اعتراف میکند که عاشق کرولاین فوربز است و در فصل هشت با وی ازدواج میکند.
- الینا و کاترین هر دو اول عاشق استفن می‌شوند.
- استفن خوی درندگی را از مادرش به ارث برده‌است.
- بهترین دوست استفن لکسی بود.
- استفن با خوردن خون کاترین پیرس (همزاد الینا) و کشته شدن توسط پدرش تبدیل به خون‌آشام شده‌ بود.
- استفن اسم همه قربانی هاش و کسایی که کشته رو میدونه و یادداشت میکنه.
- او انگشتری از سنگ لاجورد دارد که از او در برابر نور خورشید محافظت می‌کند.
- استفن در سال ۱۹۲۲ با کلاوس و خواهرش ربکا مایکلسون آشنا شد.
- او فوتبالیست ماهری است و در تیم مدرسه بازی می‌کرد.
- او به نوشتن خاطرات خود علاقه زیادی دارد و خاطرات تمام سال‌های عمرش را نوشته‌است.
- او یکی از همزادهای انسان جاودانه‌ای به نام سایلس بود. و همزاد دیگرش مردی به نام تام بود.
- در فصل ۸ سریال استفن انزو سینت جان را میکشد و بانی بنت برای دفاع از خود داروی جاودانگی را به او تزریق میکند و انسان میشود.

```
* استفن در پایان برای خوشبختی برادرش دیمن و الینا، خود را فدا کرد و کشته شد۰.
```